# Saroth
Yngve Liljebäck es un músico sueco, mucho más conocido como Saroth que formó parte de la banda noruega de black metal Immortal y es bajista en vivo de la banda Pain.

## Immortal
Saroth se unió a la banda en 2002 tras la marcha del anterior bajista, Iscariah.
En Immortal apenas permaneció un año encargándose del bajo en los últimos conciertos de la banda antes de su separación.

## Pain
Saroth es el bajista en vivo de la banda Pain.